# Atletica leggera agli XI Giochi paralimpici estivi
L'atletica leggera agli XI Giochi paralimpici estivi di Sydney si è svolta dal 18 al 29 ottobre 2000. Hanno gareggiato 104 nazioni, con 1044 partecipanti (800 uomini e 244 donne), per un totale di 234 eventi.
Agli atleti è stata data una classificazione a seconda del tipo e la portata della loro disabilità. Il sistema di classificazione consente agli atleti di competere contro altri con un analogo livello di funzione.
Le classificazioni sono le seguenti:
- 11-13: atleti non e ipovedenti
- 20: atleti con disabilità intellettivo-relazionale
- 32-38: atleti con paralisi cerebrale (dal 32 al 34 gareggiano in carrozzina)
- 42-46: amputati ed altre disabilità (les autres)
- 51-58: atleti con una disabilità del midollo spinale (concorrono in carrozzina)

Le classi sono indicate con dei prefissi: "T" (che significa sulla pista), "F" (sul campo) e "P" (gli eventi di pentathlon).

## Nazioni partecipanti[2]
- Algeria (6)
- Angola (1)
- Arabia Saudita (4)
- Argentina (10)
- Atleti paralimpici indipendenti (1)
- Australia (65)
- Austria (17)
- Azerbaigian (3)
- Bahrein (2)
- Belgio (7)
- Benin (1)
- Bielorussia (16)
- Bosnia ed Erzegovina (1)
- Brasile (10)
- Bulgaria (4)
- Canada (44)
- Cile (1)
- Cina (27)
- Cipro (2)
- Colombia (1)
- Corea del Sud (8)
- Costa d'Avorio (2)
- Costa Rica (1)
- Croazia (7)
- Cuba (7)
- Danimarca (5)
- Ecuador (2)
- Egitto (14)
- El Salvador (1)
- Emirati Arabi Uniti (12)
- Estonia (4)
- Figi (2)
- Filippine (1)
- Finlandia (4)
- Francia (24)
- Germania (70)
- Giamaica (3)
- Giappone (38)
- Giordania (2)
- Grecia (19)
- Honduras (1)
- Hong Kong (7)
- India (1)
- Indonesia (3)
- Iran (12)
- Iraq (3)
- Irlanda (17)
- Islanda (2)
- Israele (2)
- Italia (21)
- Jugoslavia (3)
- Kazakistan (1)
- Kenya (12)
- Kuwait (16)
- Lesotho (2)
- Lettonia (5)
- Libano (2)
- Lituania (9)
- Macao (1)
- Madagascar (1)
- Malaysia (3)
- Marocco (1)
- Mauritania (1)
- Messico (24)
- Moldavia (6)
- Mongolia (1)
- Nigeria (4)
- Norvegia (8)
- Nuova Zelanda (9)
- Oman (1)
- Paesi Bassi (8)
- Palestina (2)
- Panama (1)
- Papua Nuova Guinea (2)
- Polonia (27)
- Portogallo (16)
- Porto Rico (2)
- Qatar (1)
- Regno Unito (46)
- Rep. Ceca (20)
- Russia (22)
- Samoa (1)
- Singapore (1)
- Slovacchia (8)
- Slovenia (5)
- Spagna (56)
- Sri Lanka (1)
- Stati Uniti (73)
- Sudafrica (29)
- Svezia (14)
- Svizzera (18)
- Taipei cinese (1)
- Thailandia (12)
- Tonga (1)
- Tunisia (9)
- Ucraina (22)
- Ungheria (8)
- Uruguay (1)
- Vanuatu (2)
- Venezuela (2)
- Vietnam (1)
- Zambia (2)
- Zimbabwe (2)

## Medagliere

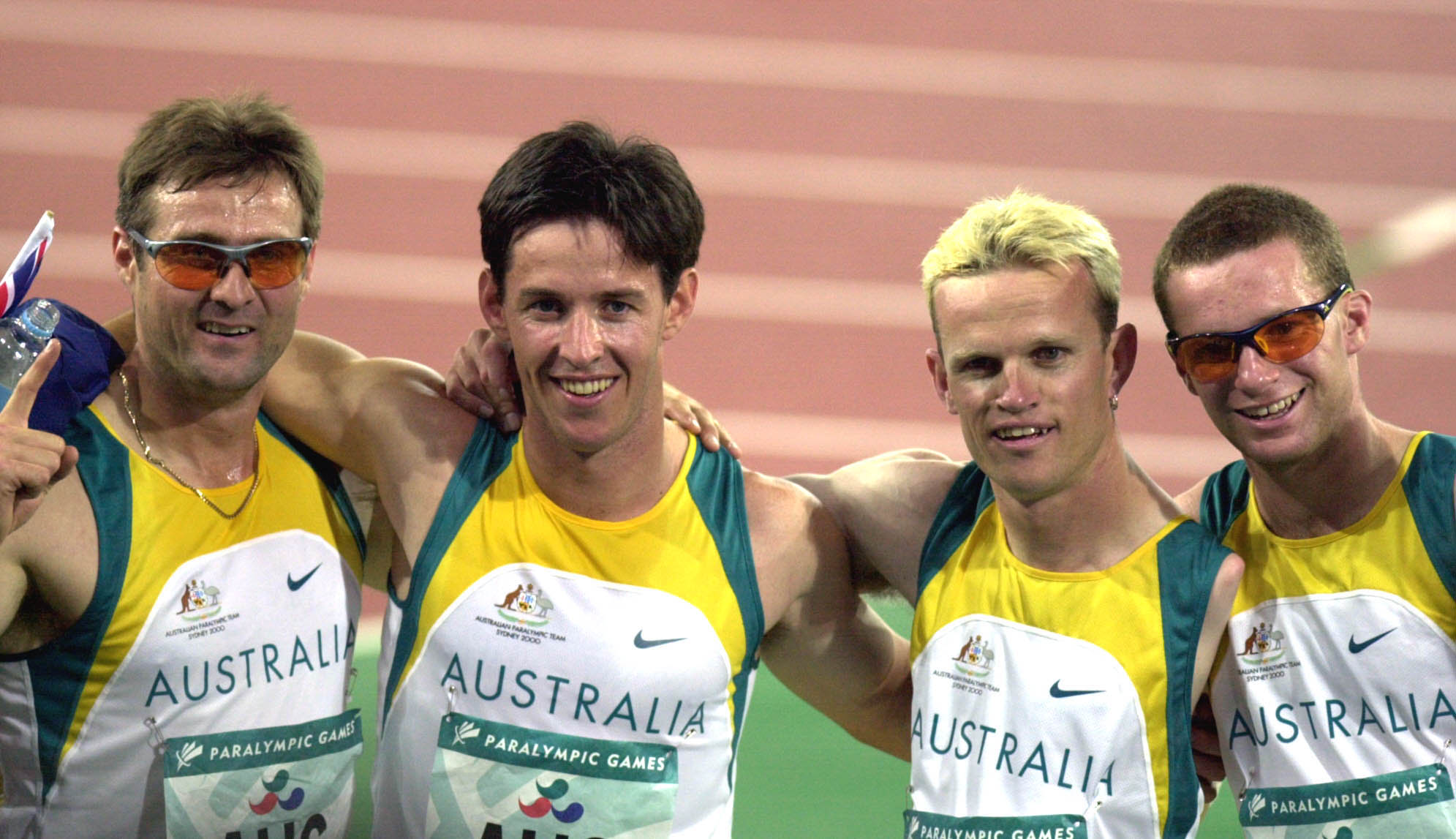
Neil Fuller, Stephen Wilson, Tim Matthews e Heath Francis dopo la medaglia d'oro nella Staffetta 4 x 400 m cat. T46

## Medagliere[3]
Nazione ospitante 
| Posizione | Paese               | Oro | Argento | Bronzo | Totale |
| --------- | ------------------- | --- | ------- | ------ | ------ |
| 1         | Australia           | 35  | 15      | 16     | 66     |
| 2         | Regno Unito         | 16  | 14      | 18     | 48     |
| 3         | Stati Uniti         | 14  | 15      | 20     | 49     |
| 4         | Spagna              | 14  | 12      | 11     | 37     |
| 5         | Canada              | 12  | 15      | 10     | 37     |
| 6         | Cina                | 11  | 10      | 7      | 28     |
| 7         | Sudafrica           | 11  | 7       | 7      | 25     |
| 8         | Polonia             | 10  | 6       | 3      | 19     |
| 9         | Francia             | 9   | 7       | 8      | 24     |
| 10        | Iran                | 9   | 1       | 5      | 15     |
| 11        | Russia              | 8   | 5       | 5      | 18     |
| 12        | Germania            | 7   | 12      | 20     | 39     |
| 13        | Svizzera            | 7   | 4       | 4      | 15     |
| 14        | Tunisia             | 6   | 4       | 1      | 11     |
| 15        | Rep. Ceca           | 5   | 9       | 1      | 15     |
| 16        | Italia              | 5   | 4       | 4      | 13     |
| 17        | Portogallo          | 5   | 3       | 3      | 11     |
| 18        | Messico             | 4   | 8       | 7      | 19     |
| 19        | Nuova Zelanda       | 4   | 4       | 2      | 10     |
| 20        | Brasile             | 4   | 4       | 1      | 9      |
| 21        | Thailandia          | 4   | 2       | 0      | 6      |
| 22        | Egitto              | 3   | 6       | 7      | 16     |
| 23        | Danimarca           | 3   | 2       | 1      | 6      |
| 24        | Hong Kong           | 3   | 1       | 5      | 9      |
| 25        | Algeria             | 3   | 0       | 0      | 3      |
| 26        | Giappone            | 2   | 10      | 5      | 17     |
| 27        | Bielorussia         | 2   | 6       | 9      | 17     |
| 28        | Grecia              | 2   | 4       | 2      | 8      |
| 29        | Cuba                | 2   | 2       | 2      | 6      |
| 30        | Corea del Sud       | 2   | 1       | 0      | 3      |
| 31        | Ucraina             | 1   | 14      | 10     | 25     |
| 32        | Austria             | 1   | 3       | 5      | 9      |
| 33        | Belgio              | 1   | 2       | 3      | 6      |
| 34        | Kenya               | 1   | 1       | 2      | 4      |
| 35        | Finlandia           | 1   | 1       | 1      | 3      |
| 35        | Irlanda             | 1   | 1       | 1      | 3      |
| 37        | Estonia             | 1   | 0       | 2      | 3      |
| 38        | Costa d'Avorio      | 1   | 0       | 1      | 2      |
| 39        | Bulgaria            | 1   | 0       | 0      | 1      |
| 39        | Taipei cinese       | 1   | 0       | 0      | 1      |
| 39        | Nigeria             | 1   | 0       | 0      | 1      |
| 39        | Zimbabwe            | 1   | 0       | 0      | 1      |
| 43        | Svezia              | 0   | 5       | 3      | 8      |
| 44        | Emirati Arabi Uniti | 0   | 3       | 1      | 4      |
| 45        | Argentina           | 0   | 2       | 2      | 4      |
| 46        | Paesi Bassi         | 0   | 2       | 0      | 2      |
| 47        | Kuwait              | 0   | 1       | 4      | 5      |
| 48        | Slovenia            | 0   | 1       | 2      | 3      |
| 49        | Bahrein             | 0   | 1       | 1      | 2      |
| 49        | Lituania            | 0   | 1       | 1      | 2      |
| 49        | Panama              | 0   | 1       | 1      | 2      |
| 49        | Slovacchia          | 0   | 1       | 1      | 2      |
| 53        | Norvegia            | 0   | 1       | 0      | 1      |
| 54        | Lettonia            | 0   | 0       | 3      | 3      |
| 55        | Ungheria            | 0   | 0       | 2      | 2      |
| 56        | Israele             | 0   | 0       | 1      | 1      |
| 56        | Palestina           | 0   | 0       | 1      | 1      |
| 56        | Porto Rico          | 0   | 0       | 1      | 1      |
| 56        | Venezuela           | 0   | 0       | 1      | 1      |
| Totale    | Totale              | 234 | 234     | 234    | 702    |

## Podi

### Gare maschili
| Evento                     | Oro                                                                         | Argento                                                                               | Bronzo                                                                              |
| 100 m T11                  | Italia - Lorenzo Ricci                                                      | Rep. Ceca - Petr Novak                                                                | Ucraina - Oleksandr Ivanyukhin                                                      |
| 100 m T12                  | Cina - Li Qiang                                                             | Ucraina - Igor Pashchenko                                                             | Portogallo - Gabriel Potra                                                          |
| 100 m T13                  | Sudafrica - Nathan Meyer                                                    | Brasile - André Andrade                                                               | Italia - Aldo Manganaro                                                             |
| 100 m T20                  | Spagna - José António Exposito                                              | Spagna - Juan Lopez                                                                   | Australia - Andrew Newell                                                           |
| 100 m T34                  | Stati Uniti - Ross Davis                                                    | Canada - Jason Lachance                                                               | Giappone - Kazuya Maeba                                                             |
| 100 m T35                  | Regno Unito - Lloyd Upsdell                                                 | Ucraina - Roman Dzyuba                                                                | Regno Unito - Richard White                                                         |
| 100 m T36                  | Hong Kong - Wa Wai So                                                       | Ucraina - Serhiy Norenko                                                              | Ucraina - Andriy Zhyltsov                                                           |
| 100 m T37                  | Algeria - Mohamed Allek                                                     | Germania - Peter Haber                                                                | Nuova Zelanda - Matt Slade                                                          |
| 100 m T38                  | Australia - Timothy Sullivan                                                | Russia - Mikhail Popov                                                                | Regno Unito - Stephen Payton                                                        |
| 100 m T42                  | Canada - Earle Connor                                                       | Svizzera - Lukas Christen                                                             | Ucraina - Andriy Danylov                                                            |
| 100 m T44                  | Stati Uniti - Marlon Shirley                                                | Stati Uniti - Brian Frasure                                                           | Australia - Neil Fuller                                                             |
| 100 m T46                  | Zimbabwe - Elliot Mujaji                                                    | Cina - Haichen Liang                                                                  | Australia - Tim Matthews                                                            |
| 100 m T52                  | Stati Uniti - Paul Nitz                                                     | Messico - Salvador Hernandez                                                          | Canada - André Beaudoin                                                             |
| 100 m T53                  | Australia - John Lindsay                                                    | Thailandia - Sopa Intasen                                                             | Kuwait - Hamad Aladwani                                                             |
| 100 m T54                  | Australia - Geoff Trappett                                                  | Svezia - Håkan Eriksson                                                               | Regno Unito - David Holding                                                         |
| 200 m T11                  | Spagna - Enrique Sánchez-Guijo                                              | Portogallo - Firmino Baptista                                                         | Spagna - Julio Requena                                                              |
| 200 m T12                  | Portogallo - Gabriel Potra                                                  | Cina - Li Qiang                                                                       | Ucraina - Igor Pashchenko                                                           |
| 200 m T13                  | Sudafrica - Nathan Meyer                                                    | Brasile - André Andrade                                                               | Venezuela - Ricardo Santana                                                         |
| 200 m T34                  | Canada - Jason Lachance                                                     | Giappone - Kazuya Maeba                                                               | Stati Uniti - Ross Davis                                                            |
| 200 m T35                  | Regno Unito - Lloyd Upsdell                                                 | Ucraina - Roman Dzyuba                                                                | Regno Unito - Richard White                                                         |
| 200 m T36                  | Hong Kong - Wa Wai So                                                       | Ucraina - Serhiy Norenko                                                              | Emirati Arabi Uniti - Ahmed Saif Zaal Abu Muhair                                    |
| 200 m T37                  | Algeria - Mohamed Allek                                                     | Nuova Zelanda - Matt Slade                                                            | Egitto - Ahmed Hassan Mahmoud                                                       |
| 200 m T38                  | Australia - Timothy Sullivan                                                | Russia - Mikhail Popov                                                                | Regno Unito - Stephen Payton                                                        |
| 200 m T42                  | Svizzera - Lukas Christen                                                   | Canada - Earle Connor                                                                 | Ucraina - Andriy Danylov                                                            |
| 200 m T44                  | Australia - Neil Fuller                                                     | Stati Uniti - Roderick Green                                                          | Germania - Marcus Ehm                                                               |
| 200 m T46                  | Francia - Sebastien Barc                                                    | Australia - Heath Francis                                                             | Australia - Tim Matthews                                                            |
| 200 m T51                  | Stati Uniti - Bart Dodson                                                   | Norvegia - Mikkel Gaarder                                                             | Italia - Alvise De Vidi                                                             |
| 200 m T52                  | Messico - Salvador Hernandez                                                | Canada - André Beaudoin                                                               | Canada - Dean Bergeron                                                              |
| 200 m T53                  | Francia - Pierre Fairbank                                                   | Stati Uniti - Christopher Waddell                                                     | Australia - John Lindsay                                                            |
| 200 m T54                  | Thailandia - Supachai Koysub                                                | Francia - Claude Issorat                                                              | Svezia - Hakan Ericsson                                                             |
| 400 m T11                  | Portogallo - Carlos Conceição Lopes                                         | Spagna - Luís Bullido                                                                 | Francia - Aladji Ba                                                                 |
| 400 m T12                  | Cina - Li Qiang                                                             | Polonia - Daniel Wozniak                                                              | Bielorussia - Oleg Chepel                                                           |
| 400 m T13                  | Stati Uniti - Royal Mitchell                                                | Sudafrica - Riaan Liebenberg                                                          | Portogallo - José Alves                                                             |
| 400 m T20                  | Spagna - Juan Lopez                                                         | Regno Unito - Allan Stuart                                                            | Australia - Andrew Newell                                                           |
| 400 m T34                  | Giappone - Kazuya Maeba                                                     | Canada - Jason Lachance                                                               | Stati Uniti - Ross Davis                                                            |
| 400 m T36                  | Hong Kong - Wa Wai So                                                       | Emirati Arabi Uniti - Ahmed Saif Zaal Abu Muhair                                      | Ucraina - Serhiy Norenko                                                            |
| 400 m T37                  | Algeria - Mohamed Allek                                                     | Egitto - Ahmed Hassan Mahmoud                                                         | Francia - Lamouri Rahmouni                                                          |
| 400 m T38                  | Australia - Timothy Sullivan                                                | Regno Unito - Stephen Payton                                                          | Sudafrica - Malcolm Pringle                                                         |
| 400 m T44                  | Australia - Neil Fuller                                                     | Germania - Marcus Ehm                                                                 | Stati Uniti - Roderick Green                                                        |
| 400 m T46                  | Australia - Heath Francis                                                   | Brasile - Antônio Souza                                                               | Regno Unito - Danny Crates                                                          |
| 400 m T51                  | Australia - Fabian Blattman                                                 | Italia - Alvise De Vidi                                                               | Stati Uniti - Bart Dodson                                                           |
| 400 m T52                  | Messico - Salvador Hernandez                                                | Emirati Arabi Uniti - Naseib Obaid Sebait Araidat                                     | Canada - Dean Bergeron                                                              |
| 400 m T53                  | Corea del Sud - Jung Hoon Moon                                              | Francia - Pierre Fairbank                                                             | Francia - Charles Tolle                                                             |
| 400 m T54                  | Francia - Claude Issorat\|                                                  | Canada - Jeffrey Adams                                                                | Sudafrica - Ernst van Dyk                                                           |
| 800 m T12                  | Spagna - Cesar Carlavilla                                                   | Spagna - Abel Avila                                                                   | Costa d'Avorio - Paul Fernand Kra Koffi                                             |
| 800 m T13                  | Tunisia - Maher Bouallegue                                                  | Nuova Zelanda - Tim Prendergast                                                       | Canada - Stuart McGregor                                                            |
| 800 m T36                  | Spagna - Ivan Hompanera                                                     | Corea del Sud - Yong Jin Choi                                                         | Ucraina - Danylo Seredin                                                            |
| 800 m T38                  | Sudafrica - Malcolm Pringle                                                 | Russia - Valeriy Stepanskoy                                                           | Regno Unito - Stephen Cooper                                                        |
| 800 m T44                  | Stati Uniti - Danny Andrews                                                 | Messico - Gilberto Alavez                                                             | Stati Uniti - Joseph LeMar                                                          |
| 800 m T46                  | Costa d'Avorio - Oumar Basakoulba Kone                                      | Portogallo - José Monteiro                                                            | Spagna - José Fernandez                                                             |
| 800 m T51                  | Italia - Alvise De Vidi                                                     | Svezia - Tim Johansson                                                                | Australia - Fabian Blattman                                                         |
| 800 m T52                  | Australia - Greg Smith                                                      | Canada - Richard Reelie                                                               | Spagna - Santiago Sanz                                                              |
| 800 m T53                  | Svizzera - Heinz Frei                                                       | Giappone - Jun Hiromichi                                                              | Francia - Pierre Fairbank                                                           |
| 800 m T54                  | Canada - Jeffrey Adams                                                      | Australia - Kurt Fearnley                                                             | Messico - Saúl Mendoza                                                              |
| 1500 m T11                 | Portogallo - Paulo de Almeida Coelho                                        | Canada - Jason Dunkerley                                                              | Spagna - Pedro Delgado Martín                                                       |
| 1500 m T12                 | Spagna - Cesar Carlavilla                                                   | Regno Unito - Darren Westlake                                                         | Spagna - Oscar Serrano                                                              |
| 1500 m T13                 | Tunisia - Maher Bouallegue                                                  | Nuova Zelanda - Tim Prendergast                                                       | Panama - Said Gomez                                                                 |
| 1500 m T20                 | Australia - Paul Mitchell                                                   | Ucraina - Ihor Bodnar                                                                 | Polonia - Tadeusz Chudzynski                                                        |
| 1500 m T36                 | Corea del Sud - Yong Jin Choi                                               | Ucraina - Danylo Seredin                                                              | Spagna - Jesus Gonzalez                                                             |
| 1500 m T37                 | Polonia - Andrzej Wrobel                                                    | Stati Uniti - Dana Zimmerman                                                          | Belgio - Benny Govaerts                                                             |
| 1500 m T46                 | Stati Uniti - Robert De Friese Evans                                        | Francia - Emmanuel Lacroix                                                            | Cina - Yanjian Wu                                                                   |
| 1500 m T51                 | Italia - Alvise De Vidi                                                     | Australia - Fabian Blattman                                                           | Svizzera - Giuseppe Forni                                                           |
| 1500 m T52                 | Australia - Greg Smith                                                      | Svezia - Per Vesterlund                                                               | Austria - Christoph Etzlstorfer                                                     |
| 1500 m T54                 | Canada - Jeff Adams                                                         | Svizzera - Franz Nietlispach                                                          | Germania - Robert Figl                                                              |
| 5000 m T11                 | Kenya - Henry Wanyoike                                                      | Regno Unito - Robert Matthews                                                         | Messico - Nicolas Ledezma                                                           |
| 5000 m T12                 | Regno Unito - Noel Thatcher                                                 | Messico - Moisés Beristain                                                            | Cuba - Diosmani González Santana                                                    |
| 5000 m T13                 | Tunisia - Maher Bouallegue                                                  | Panama - Said Gomez                                                                   | Lituania - Kestutis Bartkenas                                                       |
| 5000 m T38                 | Spagna - Ivan Hompanera                                                     | Belgio - Benny Govaerts                                                               | Rep. Ceca - Ales Svehlik                                                            |
| 5000 m T46                 | Stati Uniti - Robert De Friese Evans                                        | Spagna - José Javier Conde                                                            | Cina - Yanjian Wu                                                                   |
| 5000 m T52                 | Australia - Greg Smith                                                      | Spagna - Santiago Sanz                                                                | Canada - Richard Reelie                                                             |
| 5000 m T54                 | Thailandia - Prawat Wahoram                                                 | Russia - Alexei Ivanov                                                                | Canada - Jeff Adams                                                                 |
| 10000 m T11                | Regno Unito - Robert Matthews                                               | Portogallo - Carlos Amaral Ferreira                                                   | Stati Uniti - Tim Willis                                                            |
| 10000 m T12                | Messico - Moisés Beristain                                                  | Cuba - Diosmani González Santana                                                      | Regno Unito - Noel Thatcher                                                         |
| 10000 m T54                | Thailandia - Prawat Wahoram                                                 | Svizzera - Franz Nietlispach                                                          | Svizzera - Heinz Frei                                                               |
| Maratona T11               | Portogallo - Carlos Amaral Ferreira                                         | Regno Unito - Robert Matthews                                                         | Italia - Carlo Durante                                                              |
| Maratona T12               | Polonia - Waldemar Kikolski                                                 | Regno Unito - Stephen Brunt                                                           | Messico - Moises Beristain                                                          |
| Maratona T13               | Russia - Ildar Pomykalov                                                    | Slovacchia - Anton Sluka                                                              | Australia - Roy Daniell                                                             |
| Maratona T46               | Spagna - José Javier Conde                                                  | Regno Unito - Mark Brown                                                              | Stati Uniti - Michael Keohane                                                       |
| Maratona T51               | Italia - Alvise De Vidi                                                     | Germania - Heinrich Koeberle                                                          | Germania - Thorsten Oppold                                                          |
| Maratona T52               | Canada - Clayton Gerein                                                     | Austria - Christoph Etzlstorfer                                                       | Austria - Thomas Geierspichler                                                      |
| Maratona T54               | Svizzera - Franz Nietlispach                                                | Sudafrica - Krige Schabort                                                            | Svizzera - Heinz Frei                                                               |
| Staffetta 4×100 m T11–13   | Italia Matteo Tassetti Aldo Manganaro Mauro Porpora Lorenzo Ricci           | Giappone Shigeki Yano Tadashi Hoshino Koji Saito Koichi Takada                        | Spagna Juan Antonio Prieto Enrique Sánchez-Guijo Juan Viedma Castillo Julio Requena |
| Staffetta 4×100 m T38      | Australia Darren Thrupp Adrian Grogan Kieran Ault-Connell Timothy Sullivan  | Regno Unito Stephen Payton Michael Churm Lloyd Upsdell Stephen Cooper Stephen Herbert | Hong Kong Wa Wai So Kwok Pang Chao Shing Chung Chan Yiu Cheung Cheung               |
| Staffetta 4×100 m T42–46   | Australia Stephen Wilson Neil Fuller Tim Matthews Heath Francis             | Francia Sebastien Barc Serge Ornem Dominique Andre Xavier le Draoullec                | Germania Martin Horn Georg Meyer Marcus Ehm Reinhold Boetzel                        |
| Staffetta 4×100 m T54      | Thailandia Sopa Intasen Supachai Koysub Ampai Sualuang Prasitdhi Thongchuen | Australia John Lindsay Paul Nunnari Kurt Fearnley Geoff Trappett                      | Canada Jeff Adams Barry Patriquin Mathieu Blanchette Mathieu Parent                 |
| Staffetta 4×400 m T11–13   | Portogallo Carlos Conceição Lopes José Alves José Gameiro Gabriel Potra     | Spagna Cesar Carlavilla Pedro Delgado Martín Luis Bullido Ignacio Avila               | Bielorussia Viktar Zhukouski Oleg Chepel Vasili Shaptsiaboi Aliaksandr Batsian      |
| Staffetta 4×400 m T38      | Australia Darren Thrupp Adrian Grogan Kieran Ault-Connell Timothy Sullivan  | Francia Lamouri Rahmouni Pedro Zamorano Pierre Francois Corosine Laurent Escurat      | Hong Kong Shing Chung Chan Kwok Pang Chao Wa Wai So Yiu Cheung Cheung               |
| Staffetta 4×400 m T42-46   | Australia Tim Matthews Stephen Wilson Neil Fuller Heath Francis             | Spagna José Fernandez David Barrallo Juan Martinez Marcos Francisco Duenas            | Francia Sebastien Barc Xavier Ledraoullec Emmanuel Lacroix Dominique Andre          |
| Staffetta 4×400 m T54      | Francia Joel Jeannot Charles Tolle Philippe Couprie Claude Issorat          | Thailandia Prasitdhi Thongchuen Sopa Intasen Ampai Sualuang Supachai Koysub           | Germania Steffen Woischnik Drazen Boric Ralph Brunner Robert Figl                   |
| Salto in alto F12          | Bielorussia - Ruslan Sivitski                                               | Polonia - Leszek Reut                                                                 | Bielorussia - Oleg Chepel                                                           |
| Salto in alto F20          | Tunisia - Wissam Ben Bahri                                                  | Grecia - Parashos Stogiannidis                                                        | Sudafrica - Hein Seyerling                                                          |
| Salto in alto F42          | Cina - Bin Hou                                                              | Cina - Wei Zhong Guo                                                                  | Germania - Gunther Belitz                                                           |
| Salto in alto F46          | Cina - Yancong Wu                                                           | Stati Uniti - Marlon Shirley                                                          | Sudafrica - David Roos                                                              |
| Salto in lungo F11         | Grecia - Athanasios Barakas                                                 | Spagna - José Manuel Rodríguez Ibáñez                                                 | Cina - Li Duan                                                                      |
| Salto in lungo F12         | Francia - Stéphane Bozzolo                                                  | Ucraina - Igor Gorbenko                                                               | Germania - Joerg Trippen-Hilgers                                                    |
| Salto in lungo F13         | Cuba - Enrique Cepeda Caballero                                             | Ucraina - Ivan Kytsenko                                                               | Lettonia - Armands Lizbovskis                                                       |
| Salto in lungo F20         | Spagna - José Antonio Exposito                                              | Tunisia - Wissem Ben Bahri                                                            | Ungheria - Sandor Ponyori                                                           |
| Salto in lungo F37         | Tunisia - Fares Hamdi                                                       | Sudafrica - Jaco Janse van Vuuren                                                     | Germania - Rene Schramm                                                             |
| Salto in lungo F42         | Svizzera - Lukas Christen                                                   | Stati Uniti - John Register                                                           | Svezia - Victor Goeransson                                                          |
| Salto in lungo F44         | Svizzera - Urs Kolly                                                        | Francia - Franck Barre                                                                | Stati Uniti - Roderick Green                                                        |
| Salto in lungo F46         | Cina - Hongwei Zhang                                                        | Ucraina - Anton Skachkov                                                              | Israele - Yogev Kenzi                                                               |
| Salto triplo F11           | Spagna - José Manuel Rodríguez Ibáñez                                       | Cina - Li Duan                                                                        | Bielorussia - Victor Joukovski                                                      |
| Salto triplo F12           | Cina - Wentao Huang                                                         | Bielorussia - Ruslan Sivitski                                                         | Ucraina - Igor Gorbenko                                                             |
| Salto triplo F46           | Cina - Hongwei Zhang                                                        | Ucraina - Anton Skachkov                                                              | Spagna - Rubén Álvarez Serrano                                                      |
| Lancio della clava F51     | Regno Unito - Stephen Miller                                                | Giappone - Takefumi Anryo                                                             | Brunei - Ahmed Kamal                                                                |
| Lancio del disco F11       | Spagna - Alfonso Fidalgo                                                    | Argentina - Jorge Godoy                                                               | Austria - Willibald Monschein                                                       |
| Lancio del disco F12       | Australia - Russell Short                                                   | Lituania - Rolandas Urbonas                                                           | Bielorussia - Yury Buchkou                                                          |
| Lancio del disco F13       | Ucraina - Oleksandr Yasynovyy                                               | Cina - Hai Tao Sun                                                                    | Canada - France Gagne                                                               |
| Lancio del disco F33       | Regno Unito - Christopher Martin                                            | Rep. Ceca - Roman Musil                                                               | Stati Uniti - Jeffrey Lauterbach                                                    |
| Lancio del disco F34       | Australia - Stephen Eaton                                                   | Germania - Andreas Mueller                                                            | Regno Unito - Dan West                                                              |
| Lancio del disco F35       | Francia - Thierry Cibone                                                    | Canada - Kyle Pettey                                                                  | Regno Unito - Paul Williams                                                         |
| Lancio del disco F36       | Rep. Ceca - Milan Kubala                                                    | Paesi Bassi - Willem Noorduin                                                         | Iran - Hossein Agha-Barghchi                                                        |
| Lancio del disco F37       | Polonia - Robert Chyra                                                      | Egitto - Tarek Hussein                                                                | Brasile - Anderson Santos                                                           |
| Lancio del disco F38       | Canada - James Shaw                                                         | Rep. Ceca - Roman Kolek                                                               | Australia - Brian Harvey                                                            |
| Lancio del disco F42       | Sudafrica - Fanie Lombaard                                                  | Belgio - Gino de Keersmaeker                                                          | Bielorussia - Viktar Khilmonchyk                                                    |
| Lancio del disco F44       | Stati Uniti - Shawn Brown                                                   | Regno Unito - Daniel Greaves                                                          | Francia - Lutovico Halagahu                                                         |
| Lancio del disco F51       | Irlanda - Tom Leahy                                                         | Brunei - Ayman Al Heddi                                                               | Regno Unito - Stephen Miller                                                        |
| Lancio del disco F52       | Iran - Ghader Modabber                                                      | Argentina - Horácio Bascioni                                                          | Lettonia - Aigars Apinis                                                            |
| Lancio del disco F53       | Iran - Abdolreza Jokar                                                      | Kuwait - Atef Al-Dousari                                                              | Stati Uniti - Gabriel Diaz de Leon                                                  |
| Lancio del disco F54       | Iran - Mokhtar Nourafshan                                                   | Rep. Ceca - Frantisek Purgl                                                           | Cuba - Gustavo Ariosa                                                               |
| Lancio del disco F55       | Rep. Ceca - Martin Němec                                                    | Canada - Jacques Martin                                                               | Grecia - Symeon Paltsanitidis                                                       |
| Lancio del disco F56       | Iran - Mohammad Sadeghi Mehryar                                             | Iran - Dariush Namvar                                                                 | Stati Uniti - Joseph Christmas                                                      |
| Lancio del disco F57       | Iran - Aref Khosravinia                                                     | Egitto - Ibrahim Ali                                                                  | Egitto - Hossam Abd Ellatif                                                         |
| Lancio del disco F58       | Egitto - Mahmoud Elatar                                                     | Egitto - Metawa Abou Elkhair                                                          | Tunisia - Tahar Lachheb                                                             |
| Lancio del giavellotto F11 | Germania - Siegmund Hegeholz                                                | Germania - Rayk Haucke                                                                | Giappone - Mineho Ozaki                                                             |
| Lancio del giavellotto F12 | Polonia - Miroslaw Pych                                                     | Bielorussia - Aliaksandr Tryputs                                                      | Regno Unito - Heindrich Swanepol                                                    |
| Lancio del giavellotto F13 | Taipei cinese - Chih Chung Chiang                                           | Canada - France Gagne                                                                 | Cina - Hai Tao Sun                                                                  |
| Lancio del giavellotto F20 | Australia - Anton Flavel                                                    | Messico - Jesús Lucero                                                                | Grecia - Parashos Stogiannidis                                                      |
| Lancio del giavellotto F33 | Rep. Ceca - Roman Musil                                                     | Regno Unito - Christopher Martin                                                      | Kuwait - Ahmad Makhseed                                                             |
| Lancio del giavellotto F35 | Francia - Thierry Cibone                                                    | Ucraina - Sergiy Kolos                                                                | Regno Unito - Paul Williams                                                         |
| Lancio del giavellotto F37 | Regno Unito - Kenneth Churchill                                             | Sudafrica - Jacobus Jonker                                                            | Polonia - Jacek Przebierala                                                         |
| Lancio del giavellotto F42 | Danimarca - Jakob Mathiasen                                                 | Sudafrica - Fanie Lombaard                                                            | Iran - Vahab Saalabi                                                                |
| Lancio del giavellotto F44 | Nuova Zelanda - John Dowall                                                 | Cina - Si Lao Ha                                                                      | Germania - Joerg Frischmann                                                         |
| Lancio del giavellotto F46 | Germania - Sven Solbrig                                                     | Cina - Dai Chen Wang                                                                  | Germania - Joerg Schiedek                                                           |
| Lancio del giavellotto F52 | Nuova Zelanda - David MacCalman                                             | Emirati Arabi Uniti - Humaid Hassan Murad Eisa                                        | Iran - Ghader Modabber                                                              |
| Lancio del giavellotto F53 | Messico - Adrián Paz Velázquez                                              | Messico - Mauro Maximo                                                                | Iran - Abdolreza Jokar                                                              |
| Lancio del giavellotto F54 | Iran - Avaz Azmoudeh                                                        | Cuba - Gustavo Ariosa                                                                 | Finlandia - Rauno Saunavaara                                                        |
| Lancio del giavellotto F55 | Danimarca - Thomas Bradal                                                   | Finlandia - Mikael Saleva                                                             | Slovenia - Janez Roskar                                                             |
| Lancio del giavellotto F56 | Danimarca - Rene Nielsen                                                    | Rep. Ceca - Josef Stiak                                                               | Stati Uniti - Joseph Christmas                                                      |
| Lancio del giavellotto F57 | Iran - Mohammad Reza Mirzaei                                                | Rep. Ceca - Rostislav Pohlmann                                                        | Egitto - Ibrahim Ali                                                                |
| Lancio del giavellotto F58 | Egitto - Mahmoud Elatar                                                     | Egitto - El Sayed Moussa                                                              | Egitto - Hany Elbehiry                                                              |
| Getto del peso F11         | Spagna - David Casinos                                                      | Spagna - Alfonso Fidalgo                                                              | Austria - Willibald Monschein                                                       |
| Getto del peso F12         | Australia - Russell Short                                                   | Spagna - Inígo Garcia                                                                 | Bielorussia - Yury Buchkou                                                          |
| Getto del peso F13         | Cina - Hai Tao Sun                                                          | Ucraina - Oleksandr Yasynovyy                                                         | Regno Unito - Jonathan Ward                                                         |
| Getto del peso F20         | Polonia - Krzysztof Kaczmarek                                               | Tunisia - Mohamed Ali Fatnassi                                                        | Australia - Murray Goldfinch                                                        |
| Getto del peso F33         | Rep. Ceca - Roman Musil                                                     | Grecia - Evangelos Bakolas                                                            | Kuwait - Ahmad Makhseed                                                             |
| Getto del peso F35         | Francia - Thierry Cibone                                                    | Canada - Kyle Pettey                                                                  | Regno Unito - Paul Williams                                                         |
| Getto del peso F36         | Austria - Wolfgang Dubin                                                    | Paesi Bassi - Willem Noorduin                                                         | Belgio - Alex Hermans                                                               |
| Getto del peso F37         | Sudafrica - Gert van der Merwe                                              | Slovenia - Franjo Izlakar                                                             | Iran - Abbas Mohseni                                                                |
| Getto del peso F42         | Sudafrica - Fanie Lombaard                                                  | Bielorussia - Viktar Khilmonchyk                                                      | Belgio - Thierry Daubresse                                                          |
| Getto del peso F44         | Francia - Lutovico Halagahu                                                 | Nuova Zelanda - John Dowall                                                           | Germania - Joerg Frischmann                                                         |
| Getto del peso F52         | Iran - Ghader Modabber                                                      | Stati Uniti - Douglas Heir                                                            | Lettonia - Aigars Apinis                                                            |
| Getto del peso F53         | Nuova Zelanda - Peter Martin                                                | Messico - Mauro Maximo                                                                | Palestina - Husam Azzam                                                             |
| Getto del peso F54         | Iran - Mokhtar Nourafshan                                                   | Australia - Bruce Wallrodt                                                            | Spagna - Francisco Jesus Mendez                                                     |
| Getto del peso F55         | Grecia - Stefanos Anargyory                                                 | Rep. Ceca - Martin Němec                                                              | Germania - Ulrich Iser                                                              |
| Getto del peso F56         | Polonia - Krzysztof Smorszczewski                                           | Danimarca - Rene Nielsen                                                              | Germania - Gerhard Wies                                                             |
| Getto del peso F57         | Sudafrica - Michael Louwrens                                                | Italia - Maurizio Nalin                                                               | Porto Rico - Alexis Pizarro                                                         |
| Getto del peso F58         | Egitto - Ibrahim Mahmoud Allam                                              | Egitto - Hany Elbehiry                                                                | Kuwait - Majed Al-Mutairi                                                           |
| Pentathlon P11             | Russia - Sergej Sevost'janov                                                | Ucraina - Oleksandr Ivanyukhin                                                        | Germania - Rayk Haucke                                                              |
| Pentathlon P12             | Polonia - Miroslaw Pych                                                     | Francia - Stéphane Bozzolo                                                            | Ucraina - Vadym Kalmykov                                                            |
| Pentathlon P13             | Belgio - Kurt van Raefelghem                                                | Australia - Lee Cox                                                                   | Slovacchia - Norbert Holik                                                          |
| Pentathlon P42             | Sudafrica - Fanie Lombaard                                                  | Danimarca - Jakob Mathiasen                                                           | Germania - Horst Beyer                                                              |
| Pentathlon P44             | Svizzera - Urs Kolly                                                        | Stati Uniti - Thomas Bourgeois                                                        | Australia - Don Elgin                                                               |
| Pentathlon P53             | Nuova Zelanda - David MacCalman                                             | Italia - Paolo D'Agostini                                                             | Nuova Zelanda - Peter Martin                                                        |
| Pentathlon P58             | Tunisia - Ali Ghribi                                                        | Stati Uniti - Robert Balk                                                             | Danimarca - Rene Nielsen                                                            |

### Gare femminili
| Evento                        | Oro                                | Argento                          | Bronzo                             |
| 100 m T12                     | Brasile - Ádria Santos             | Spagna - Purificación Santamarta | Spagna - Beatriz Mendoza           |
| 100 m T20                     | Polonia - Malgorzata Kleemann      | Australia - Lisa Llorens         | Argentina - Elisabel Delgado       |
| 100 m T34                     | Giappone - Noriko Arai             | Australia - Rebecca Feldman      | Regno Unito - Deborah Brennan      |
| 100 m T36                     | Regno Unito - Hazel Robson         | Regno Unito - Caroline Innes     | Hong Kong - Chun Lai Yu            |
| 100 m T37                     | Australia - Lisa McIntosh          | Germania - Isabelle Foerder      | Kenya - Evelyne Khatsembula        |
| 100 m T38                     | Australia - Alison Quinn           | Australia - Katrina Webb         | Ucraina - Inna Dyachenko           |
| 100 m T44                     | Stati Uniti - Shea Cowart          | Germania - Sabine Wagner         | Cina - Juan Wang                   |
| 100 m T46                     | Australia - Amy Winters            | Polonia - Anna Szymul            | Bielorussia - Iryna Leantsiuk      |
| 100 m T52                     | Svizzera - Ursina Greuter          | Canada - Lisa Franks             | Francia - Florence Gossiaux        |
| 100 m T53                     | Regno Unito - Tanni Grey-Thompson  | Stati Uniti - Cheri Blauwet      | Italia - Francesca Porcellato      |
| 100 m T54                     | Stati Uniti - Cheri Becerra        | Canada - Chantal Petitclerc      | Germania - Yvonne Sehmisch         |
| 200 m T11                     | Brasile - Ádria Santos             | Italia - Maria Ligorio           | Regno Unito - Tracey Hinton        |
| 200 m T12                     | Bielorussia - Volha Shuliakouskaya | Spagna - Beatriz Mendoza         | Russia - Elena Zhdanova            |
| 200 m T20                     | Australia - Lisa Llorens           | Australia - Sharon Rackham       | Canada - Tracey Melesko            |
| 200 m T34                     | Regno Unito - Deborah Brennan      | Giappone - Noriko Arai           | Australia - Rebecca Feldman        |
| 200 m T36                     | Regno Unito - Caroline Innes       | Grecia - Eleni Samaritaki        | Hong Kong - Chun Lai Yu            |
| 200 m T38                     | Australia - Lisa McIntosh          | Australia - Alison Quinn         | Australia - Katrina Webb           |
| 200 m T44                     | Stati Uniti - Shea Cowart          | Germania - Sabine Wagner         | Cina - Juan Wang                   |
| 200 m T46                     | Australia - Amy Winters            | Russia - Lioubov Vassilieva      | Polonia - Anna Szymul              |
| 200 m T52                     | Canada - Lisa Franks               | Giappone - Teruyo Tanaka         | Giappone - Miki Yoda               |
| 200 m T53                     | Regno Unito - Tanni Grey-Thompson  | Svezia - Madeleine Nordlund      | Stati Uniti - Cheri Blauwet        |
| 200 m T54                     | Canada - Chantal Petitclerc        | Stati Uniti - Cheri Becerra      | Germania - Yvonne Sehmisch         |
| 400 m T11                     | Spagna - Purificación Santamarta   | Brasile - Ádria Santos           | Regno Unito - Tracey Hinton        |
| 400 m T34                     | Australia - Rebecca Feldman        | Irlanda - Mary Rice              | Canada - Caitlin Renneson          |
| 400 m T36                     | Regno Unito - Caroline Innes       | Grecia - Eleni Samaritaki        | Hong Kong - Chun Lai Yu            |
| 400 m T38                     | Australia - Lisa McIntosh          | Australia - Katrina Webb         | Portogallo - Maria Fernandes       |
| 400 m T46                     | Russia - Lioubov Vassilieva        | Polonia - Anna Szymul            | Australia - Amy Winters            |
| 400 m T52                     | Canada - Lisa Franks               | Svizzera - Ursina Greuter        | Giappone - Miki Yoda               |
| 400 m T53                     | Regno Unito - Tanni Grey-Thompson  | Svezia - Madeleine Nordlund      | Stati Uniti - Cheri Blauwet        |
| 400 m T54                     | Stati Uniti - Cheri Becerra        | Canada - Chantal Petitclerc      | Svezia - Sofia Dettmann            |
| 800 m T12                     | Russia - Rima Batalova             | Regno Unito - Tracey Hinton      | Russia - Victoria Chernova         |
| 800 m T20                     | Polonia - Barbara Bieganowska      | Polonia - Arleta Meloch          | Australia - Trish Flavel           |
| 800 m T52                     | Canada - Lisa Franks               | Giappone - Teruyo Tanaka         | Svizzera - Ursina Greuter          |
| 800 m T53                     | Regno Unito - Tanni Grey-Thompson  | Stati Uniti - Jessica Galli      | Stati Uniti - Cheri Blauwet        |
| 800 m T54                     | Canada - Chantal Petitclerc        | Australia - Louise Sauvage       | Messico - Ariadne Hernandez        |
| 1500 m T12                    | Russia - Rima Batalova             | Germania - Claudia Meier         | Stati Uniti - Pamela McGonigle     |
| 1500 m T52                    | Canada - Lisa Franks               | Giappone - Teruyo Tanaka         | Francia - Anna Tavano              |
| 1500 m T54                    | Australia - Louise Sauvage         | Stati Uniti - Jean Driscoll      | Messico - Ariadne Hernandez        |
| 5000 m T12                    | Russia - Rima Batalova             | Germania - Claudia Meier         | Russia - Victoria Chernova         |
| 5000 m T54                    | Australia - Louise Sauvage         | Messico - Ariadne Hernandez      | Stati Uniti - Jean Driscoll        |
| Maratona T54                  | Stati Uniti - Jean Driscoll        | Giappone - Kazu Hatanaka         | Giappone - Wakako Tsuchida         |
| Salto in alto F20             | Australia - Lisa Llorens           | Giappone - Kazumi Sakai          | Estonia - Sirly Tiik               |
| Salto in lungo F12            | Spagna - Rosalía Lázaro            | Bielorussia - Aksana Sivitskaya  | Bielorussia - Volha Shuliakouskaya |
| Salto in lungo F20            | Australia - Lisa Llorens           | Hong Kong - Ka Yan Tsang         | Ungheria - Maria Orsos             |
| Salto in lungo F46            | Germania - Catherine Bader-Bille   | Bielorussia - Iryna Leantsiuk    | Cina - Haiying Xiao                |
| Lancio del disco F12          | Cina - Hong Yan Xu                 | Stati Uniti - Lisa Banta         | Australia - Jodi Willis-Roberts    |
| Lancio del disco F13          | Cuba - Liudis Massó Beliser        | Bielorussia - Tamara Sivakova    | Stati Uniti - Asya Miller          |
| Lancio del disco F33-34       | Germania - Birgit Pohl             | Regno Unito - Janice Lawton      | Sudafrica - Tanya Swanepoel        |
| Lancio del disco F37          | Sudafrica - Christelle Bosker      | Rep. Ceca - Vladimira Bujarkova  | Sudafrica - Jane Mandean           |
| Lancio del disco F46          | Cina - Hong Ping Wu                | Stati Uniti - Jennifer Barrett   | Germania - Britta Jaenicke         |
| Lancio del disco F51–54       | Rep. Ceca - Martina Kniezkova      | Sudafrica - Zanele Situ          | Messico - Dora Garcia              |
| Lancio del disco F58          | Brasile - Roseane Santos           | Tunisia - Khadija Jaballah       | Egitto - Karima Feleifal           |
| Lancio del giavellotto F20    | Estonia - Sirly Tiik               | Australia - Norma Koplick        | Spagna - Susana Echeverria         |
| Lancio del giavellotto F37    | Sudafrica - Christelle Bosker      | Regno Unito - Pauline Latto      | Argentina - Claudia Rut Vignatti   |
| Lancio del giavellotto F44    | Cina - Juan Yao                    | Austria - Andrea Scherney        | Russia - Tatiana Mezinova          |
| Lancio del giavellotto F46    | Russia - Natalia Goudkova          | Cina - Hong Ping Wu              | Germania - Jessica Sachse          |
| Lancio del giavellotto F52–54 | Sudafrica - Zanele Situ            | Rep. Ceca - Martina Kniezkova    | Messico - Dora Garcia              |
| Lancio del giavellotto F58    | Nigeria - Edith Nzuruike           | Kenya - Mary Nakhumicha          | Egitto - Zakia Abdin               |
| Getto del peso F12            | Australia - Jodi Willis-Roberts    | Cina - Hong Yan Xu               | Germania - Siena Christen          |
| Getto del peso F20            | Polonia - Ewa Durska               | Polonia - Joanna Gad             | Estonia - Sirly Tiik               |
| Getto del peso F33–34         | Finlandia - Tiina Ala-Aho          | Sudafrica - Tanya Swanepoel      | Stati Uniti - Laura Ann Terry      |
| Getto del peso F37            | Australia - Joanne Bradshaw        | Germania - Simona Kegel          | Sudafrica - Christelle Bosker      |
| Getto del peso F44            | Germania - Michaela Daamen         | Austria - Andrea Scherney        | Russia - Tatiana Mezinova          |
| Getto del peso F46            | Germania - Britta Jaenicke         | Cina - Hong Ping Wu              | Stati Uniti - Jennifer Barrett     |
| Getto del peso F52–54         | Regno Unito - Sally Reddin         | Messico - Dora Garcia            | Austria - Evelyn Schmied           |
| Getto del peso F55            | Germania - Marianne Buggenhagen    | Australia - Lynda Holt           | Slovenia - Dragica Lapornik        |
| Getto del peso F57            | Bulgaria - Ivanka Koleva           | Germania - Martina Willing       | Kenya - Mary Nakhumicha            |
| Getto del peso F58            | Brasile - Roseane Santos           | Tunisia - Khadija Jaballah       | Egitto - Mervat Omar               |
| Pentathlon P13                | Russia - Olga Semenova             | Canada - Courtney Knight         | Irlanda - Catherine Walsh          |